# Tauchschule

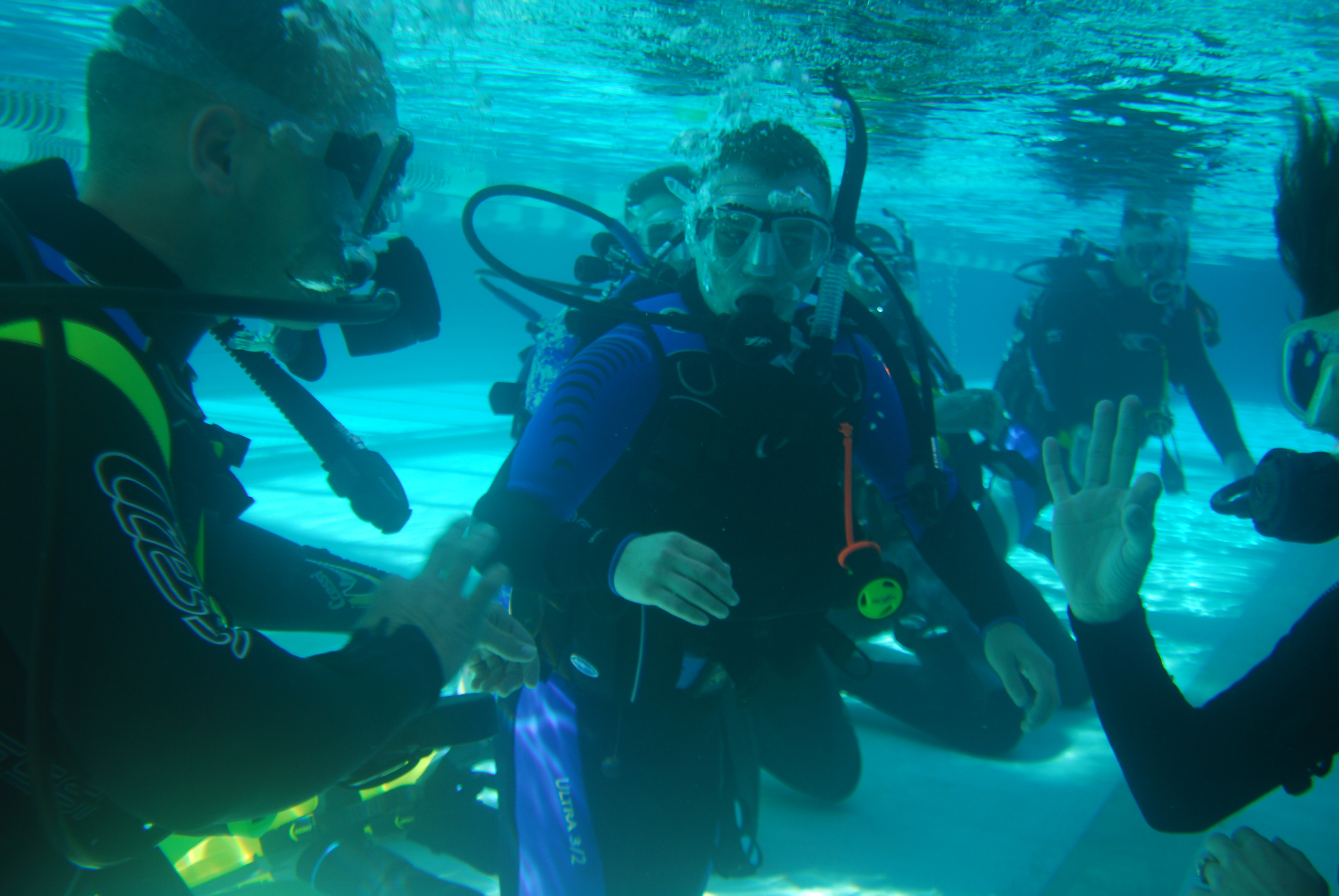
Ein Tauchlehrer übt mit Tauchschülern im Schwimmbecken.

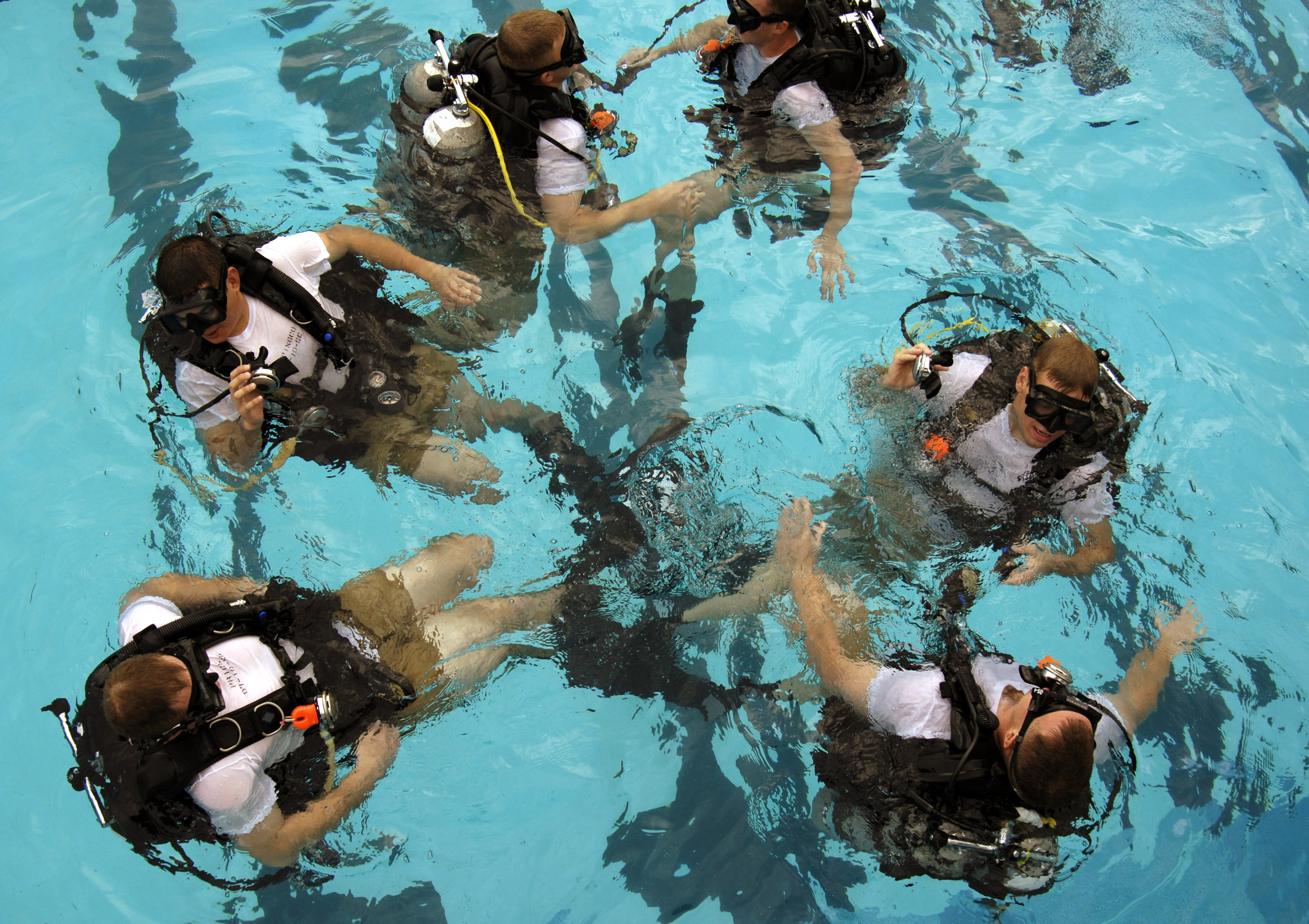
Tauchschüler einer Tauchschule der US Navy im Schwimmbecken

Eine Tauchschule ist ein Unternehmen, ein Verein oder eine militärische Einheit, die Tauchausbildungen organisiert und durchführt.

## Ausbildung
An einer Tauchschule können Anfänger eine Grundtauchausbildung absolvieren und erfahrene Taucher können in unterschiedlichen Weiterbildungen ihre taucherischen Fertigkeiten verbessern und ihr Wissen vertiefen. Die meisten Tauchkurse beinhalten Theorielektionen, praktische Übungen und eine oder mehrere Prüfungen. Ein Tauchlehrer bildet die Tauchschüler – teilweise unterstützt durch Tauchlehrerassistenten – aus und bewertet deren Reife für eine Brevetierung. Ist an einer Tauchschule ein Tauchlehrer mit einer höheren Brevetierung vorhanden, können meist auch Tauchlehrer-Anwärter ausgebildet werden. Für die Brevetierung eines Tauchlehrers muss meist ein unabhängiger, externer Examinator beigezogen werden.

## Infrastruktur
Viele Tauchschulen verfügen über eigene Seminarräume für die Theorie-Ausbildung. Um Anfänger in einem sicheren Umfeld erste praktische Übungs-Lektionen unterrichten zu können, besitzen große Tauchschulen teilweise eigene Schwimmbecken. Kleinere Schulen nutzen stattdessen meist öffentliche Schwimmbäder oder kleinere private Swimmingpools von Dritten. Die praktische Ausbildung erfahrener Taucher erfolgt meist im offenen Wasser, also in einem See oder im Meer. Oftmals sind Tauchschulen einer Tauchbasis oder einem Tauchresort angegliedert und können somit dessen Infrastruktur nutzen, was z. B. das Mieten einer Tauchausrüstung für einen Tauchschüler stark vereinfacht.

## Standardisierung

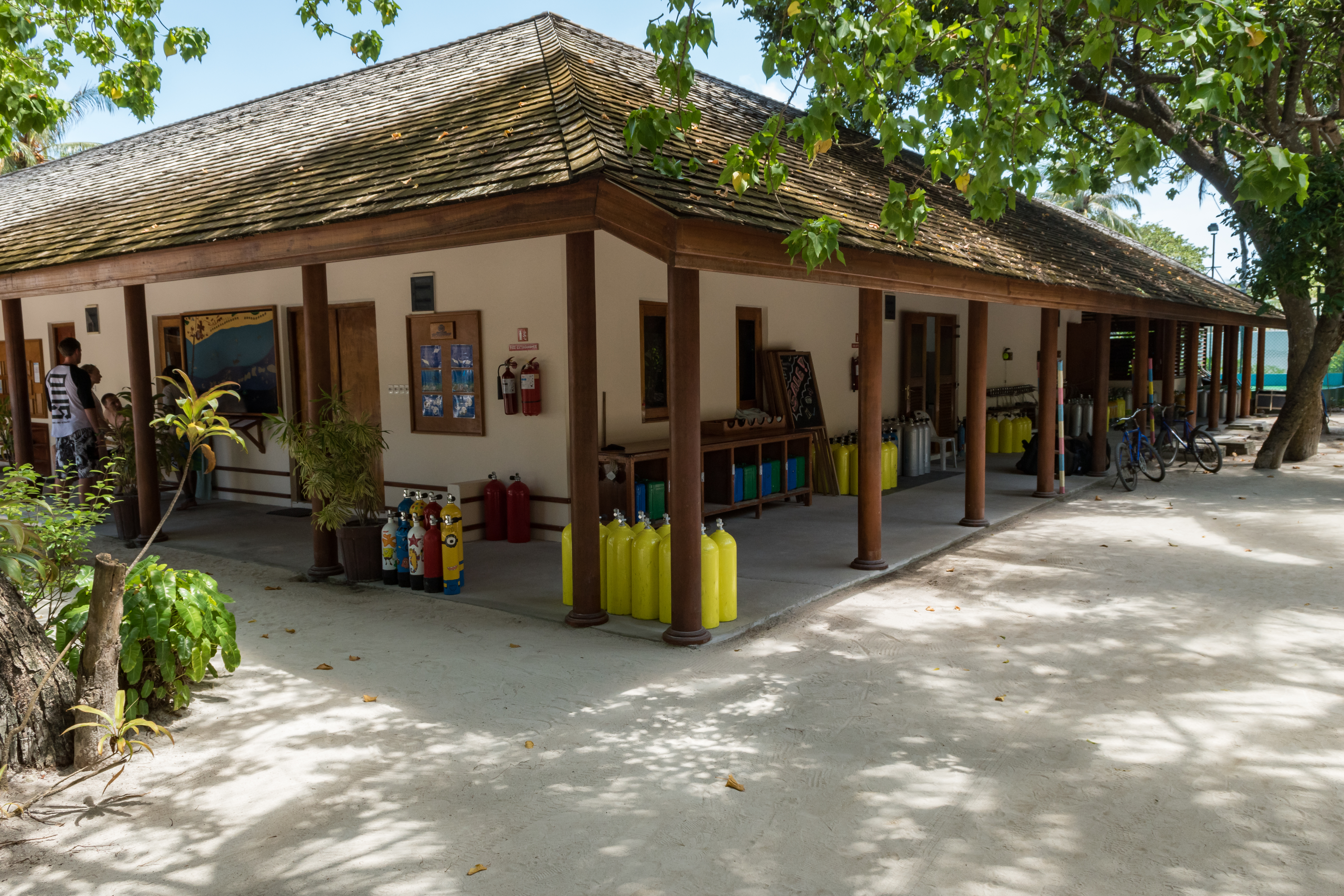
Eine Tauchschule auf den Malediven.

Tauchschulen sind üblicherweise mindestens einer Tauchorganisation angeschlossen, nach deren vereinheitlichtem Ausbildungskonzept ausgebildet wird. Um Tauchern einen einfachen Wechsel der Ausbildungsorganisation zu ermöglichen, sind heute die meisten Tauchausbildungen nach der internationalen Normen ISO 24801-1 bis 24801-3 standardisiert. Viele Tauchschulen erfüllen zusätzlich die Anforderungen der Norm ISO 24803. Die bedeutendsten internationalen Tauchorganisationen sind PADI, SSI und CMAS. Während einige Tauchorganisationen ausschließlich Franchising-Verträge für Tauchschulen anbieten, erheben andere Mitgliederbeiträge und bieten damit einer Schule mehr Freiheit. Eine Abgeltung kann auch pro Schüler, z. B. durch den zwingenden Kauf der Lehrmittel, erfolgen. Einige Tauchorganisationen stellen ihre Konzepte und Lehrmittel jedem durch sie brevetierten Tauchlehrer gratis zur Verfügung.